# One Over on Cutey
One Over on Cutey è un cortometraggio muto del 1913 diretto da Van Dyke Brooke e sceneggiato da Harry Lambart.

## Trama
Cutey è un tipo pieno di sé, presuntuoso ed egoista, tanto da dare fastidio persino alla sua fidanzata. Claire, la ragazza, durante un ballo mascherato della scuola, approfitta del travestimento per giocare un tiro a Cutey. Cambia il suo costume con quello di suo cugino Tom e fa ballare quest'ultimo con il fidanzato, che è convinto che il suo partner sia lei. Tanto che, a fine serata, porta la supposta ragazza davanti a un pastore per sposarla: davanti al religioso, Tom si toglie la parrucca, rivelando la sua vera identità e provocando l'ilarità di tutti i presenti. Il più scalmanato di questi viene sfidato da Cutey, rabbioso per essere stato preso in giro. Cutey, il gradasso, finisce per abbassare le penne quando il giovane sfidato si toglie il cappello rivelando così di essere Claire, la quale si è divertita più di tutti a prendere per il bavero quel fidanzato presuntuoso.

## Produzione
Il film fu prodotto dalla Vitagraph Company of America.

## Distribuzione
Distribuito dalla General Film Company, il film - un cortometraggio di 260 metri - uscì nelle sale cinematografiche statunitensi il 28 giugno 1913. Nelle proiezioni, veniva programmato con il sistema dello split reel, accorpato in un'unica bobina con un altro cortometraggio prodotto dalla Vitagraph, il documentario Cloisonné Ware.